# Ryta Turava
Ryta Turava, en biélorusse Маргарыта Мікалаеўна Турава, Marharyta Mikalaeuna Turava, née le 20 décembre 1980 à Doubrowna (Union soviétique), est une athlète biélorusse spécialiste de la marche athlétique.

## Palmarès

### Championnats du monde d'athlétisme
- Championnats du monde d'athlétisme de 2005 à Helsinki ( Finlande)
  -  Médaille d'argent sur 20 kilomètres marche avec un temps de 1h 27 min 05

### Championnats d'Europe d'athlétisme
- Championnats d'Europe d'athlétisme de 2006 à Göteborg ( Suède)
  -  Médaille d'or sur 20 kilomètres marche avec un temps de 1 h 27 min 08